# ديسي أرناز
ديسي أرناز (بالإنجليزية: Desi Arnaz) مواليد 2 مارس 1917 في سانتياغو دي كوبا - الوفاة 2 ديسمبر 1986 في كاليفورنيا، الولايات المتحدة، هو ممثل ومنتج أمريكي بدأ مسيرته الفنية سنة 1936. امتدت مسيرته الفنية لأكثر من 46 عاما.

## الأعمال
- أليس
- أيرون سايد
- ذا فيرجينيان
- أنا أحب لوسي
- ذا لوسي شو

## روابط خارجية
- ديسي أرناز على موقع IMDb (الإنجليزية)
- ديسي أرناز على موقع ألو سيني (الفرنسية)
- ديسي أرناز على موقع ميوزك برينز (الإنجليزية)
- ديسي أرناز على موقع تيرنر كلاسيك موفيز (الإنجليزية)
- ديسي أرناز على موقع أول موفي (الإنجليزية)
- ديسي أرناز على موقع قاعدة بيانات برودواي على الإنترنت (الإنجليزية)
- ديسي أرناز على موقع قاعدة بيانات برودواي على الإنترنت (الإنجليزية)
- ديسي أرناز على موقع قاعدة بيانات الأفلام السويدية (السويدية)
- ديسي أرناز على موقع إن إن دي بي (الإنجليزية)
- ديسي أرناز على موقع أول ميوزيك (الإنجليزية)